# Posidonie
Posidonia
Genre
Classification APG III (2009)
Les posidonies (du genre Posidonia) sont des herbes marines, plantes aquatiques de la famille des Posidoniaceae. Bien qu'elles vivent sous l'eau, ce ne sont pas des algues, mais des plantes à fleurs (angiospermes monocotylédones) sous-marines. Comme toutes les plantes à fleurs (et à la différence des algues), elles présentent des racines, et se reproduisent grâce aux fruits qu'elles produisent. On en trouve une espèce endémique de Méditerranée (Posidonia oceanica), et entre quatre et huit autres partagées entre Australie tempérée et Nouvelle-Zélande.
Dans les eaux moins chaudes de l'Atlantique nord européen, elles sont remplacées par les zostères qui constituent des herbiers jouant les mêmes fonctions écologiques.
Les feuilles de posidonies, très coriaces et se dégradant très lentement, constituent après leur mort des accumulations propices à la vie marine ainsi qu'au transfert de carbone. Les fibres qu'elles contiennent, difficilement dégradables, sont ultimement rassemblées par les mouvements de la mer en boule feutrées, appelées aegagropiles, souvent rejetées sur les plages de Méditerranée. La posidonie joue plusieurs rôles fondamentaux pour le milieu marin littoral, et fait partie des espèces protégées en Méditerranée.

## Étymologie
Le nom générique Posidonia dérive de « Poséidon » (dieu des Mers et des Océans dans la mythologie grecque).

## Caractéristiques générales
Les Posidonies sont des plantes à fleurs (Phanérogames) appartiennent au sous-règne des Trachéophytes (division des Angiospermes ou Magnoliophytes) dont les caractéristiques principales sont les suivantes :
- Feuilles ligulées avec présence de cellules à tanin,
- Rhizome monopodial, épais, avec bases des feuilles persistantes,
- Fleurs bisexuées.

## Liste des espèces
On a identifié 9 espèces que nous listons dans l'ordre chronologique de leur identification :
- Posidonia oceanica (Linnaeus) Delile (1813) -- Méditerranée
- Posidonia australis Hook.f. (1858) -- sud de l'Australie et Nouvelle-Zélande
- Posidonia ostenfeldii Hartog (1969) -- sud de l'Australie et Nouvelle-Zélande
- Posidonia angustifolia Cambridge & J.Kuo (1979) -- sud de l'Australie et Nouvelle-Zélande
- Posidonia sinuosa Cambridge & J.Kuo (1979) -- sud de l'Australie et Nouvelle-Zélande

Quatre de ces espèces ont été décrites à partir de ce que Kuo et Cambridge (1984)  ont appelé le « Posidonia ostenfeldii Complex » :
- Posidonia denhartogii J.Kuo & Cambridge (1984) -- sud de l'Australie
- Posidonia kirkmanii J.Kuo & Cambridge (1984) -- sud de l'Australie
- Posidonia coriacea Cambridge & J.Kuo (1984) -- sud de l'Australie
- Posidonia robertsoniae J.Kuo & Cambridge (1984) -- sud de l'Australie

Cependant, il semble y avoir controverse quant à la pertinence des quatre espèces décrites en 1984 :

« Récemment, Kuo et Cambridge (1984) ont décrit quatre nouvelles espèces de posidonies en Australie, en utilisant des caractères de la feuille, morphologie et anatomie, comme discriminants primaires. La largeur de la feuille était d'importance secondaire, mais ils ont observé que les largeurs se chevauchent entre ces 4 espèces. Par prudence, nous ne reconnaissons pas ces 4 nouvelles espèces dans cet article, convaincus  que, pour être utile, la taxonomie devrait inclure tant des caractères macroscopiques que microscopiques pouvant être reconnus sur le terrain. »

Notons que Posidonia coriacea et Posidonia robertsoniae ne figurent pas dans AlgaeBase.
Mais ITIS reconnait les 9 espèces précitées.

## Synonymie
- Posidonia australis
  - Alga australis (Hook.f.) Kuntze, 1891
  - Caulinia australiana F.Muell., 1868
  - Caulinia oceanica R.Br., 1810
- Posidonia oceanica
  - Aegle fragilis Dulac, 1867
  - Alga oceanica (L.) Kuntze, 1891
  - Caulinia oceanica (L.) DC., 1806
  - Kernera oceanica (L.) Willd., 1806
  - Posidonia caulini K.D.Koenig, 1805
  - Taenidium acuminatum Targ.Tozz., 1826
  - Taenidium oceanicum (L.) Targ.Tozz., 1826
  - Zostera oceanica L., 1770

## Origine du genre Posidonia

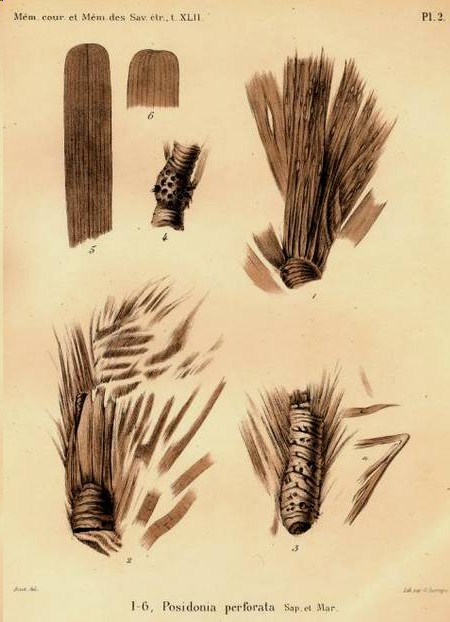
Fossiles de Posidonia perforata Gelinden, Belgique.
D'après Saporta et Marion.

### Espèces fossiles
Toutes les espèces citées descendent probablement des espèces fossiles qui prospéraient il y a quelque 65 millions d'années dans la Téthys  à savoir :
- Posidonia cretacea Hosius and von der Mark
- Posidonia perforata de Saporta & Marion
- Posidonia parisiensis (Brongniart) Fritel[5]

### Une adaptation des graines
Une étude de 2015 sur trois espèces de Posidonies (P. australis, P. sinuosa et P. oceanica) a montré que l'intensité de la photosynthèse du tégument des graines de ces plantes, favoriserait leur croissance. Sur le plan évolutif, cette photosynthèse tégumentaire est interprétée comme pouvant être une « pré-adaptation » préalable à l'isolement géologique de la Méditerranée à partir de la mer Téthys pendant la période Éocène.

## Distribution
Seule Posidonia oceanica se retrouve dans l'hémisphère nord, endémique de la Méditerranée : les autres espèces ne se trouvent que sur les côtes australiennes et néo-zélandaises.
On explique la présence de deux populations de Posidonia dans deux régions antipodes comme suit :

pendant des millions d'années, les côtes des actuels continents européen, africain et australien se sont séparées et donc les espèces d'origine, qui vivaient dans la mer Téthys et composaient les populations de Posidonia du Crétacé, se sont retrouvées séparées les unes des autres par des milliers de kilomètres. Chaque population a évolué indépendamment constituant les espèces actuelles. Les populations intermédiaires se sont éteintes.

## Écologie

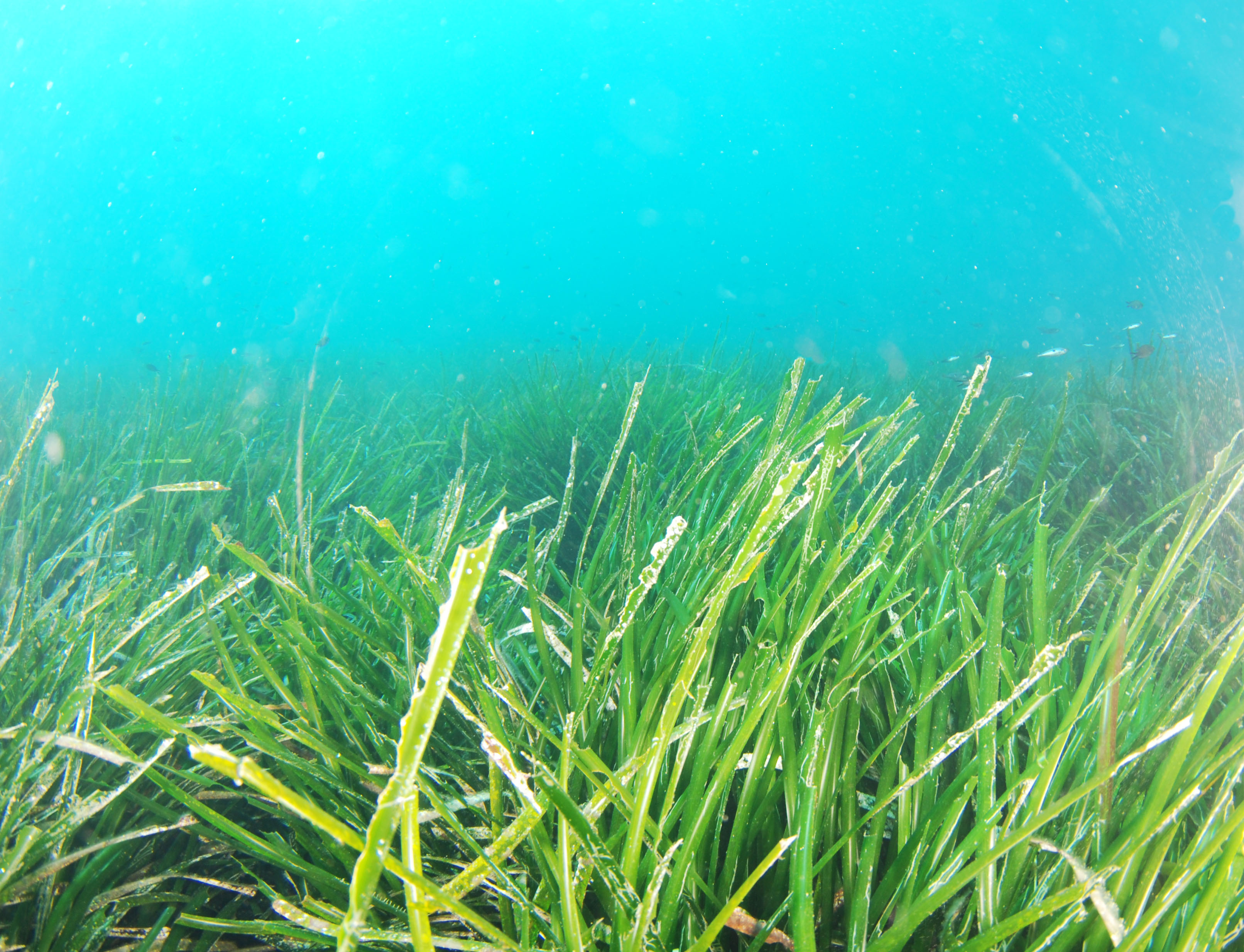
Les herbiers de posidonies sont notamment une source de nourriture et de protection pour de nombreuses espèces.

Tirant son nom du dieu de la mer grec Poséidon, elles jouent plusieurs rôles fondamentaux pour le milieu marin littoral.
Les herbiers qu'elles forment constituent des frayères et des nurseries pour de nombreuses espèces animales. Elles constituent également une source de nourriture, parfois importante, pour certaines espèces herbivores (oursins, saupes, etc.). Une partie de la production de feuilles d'un herbier va se retrouver exportée, sous forme de litière, vers d'autres écosystèmes éloignés (plage, canyon sous-marin, etc.) où elle constituera une source de carbone importante pour le fonctionnement de ces écosystèmes. Elle permet de fixer les fonds marins grâce à l'entrelacement de ses rhizomes. Ceux-ci s'empilent d'une année sur l'autre, contribuant à augmenter progressivement le niveau du fond (environ un mètre par siècle). Elle « piège » des particules en suspension et des sédiments, contribuant ainsi au maintien de la clarté des eaux. Les herbiers à Posidonia oceanica sont considérés comme des formations essentielles dans le stockage du carbone atmosphérique et l'oxygénation du milieu.

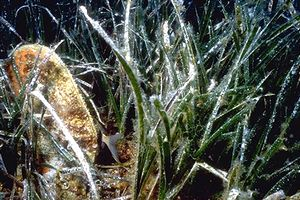
Une grande nacre, habitant fréquent des herbiers.
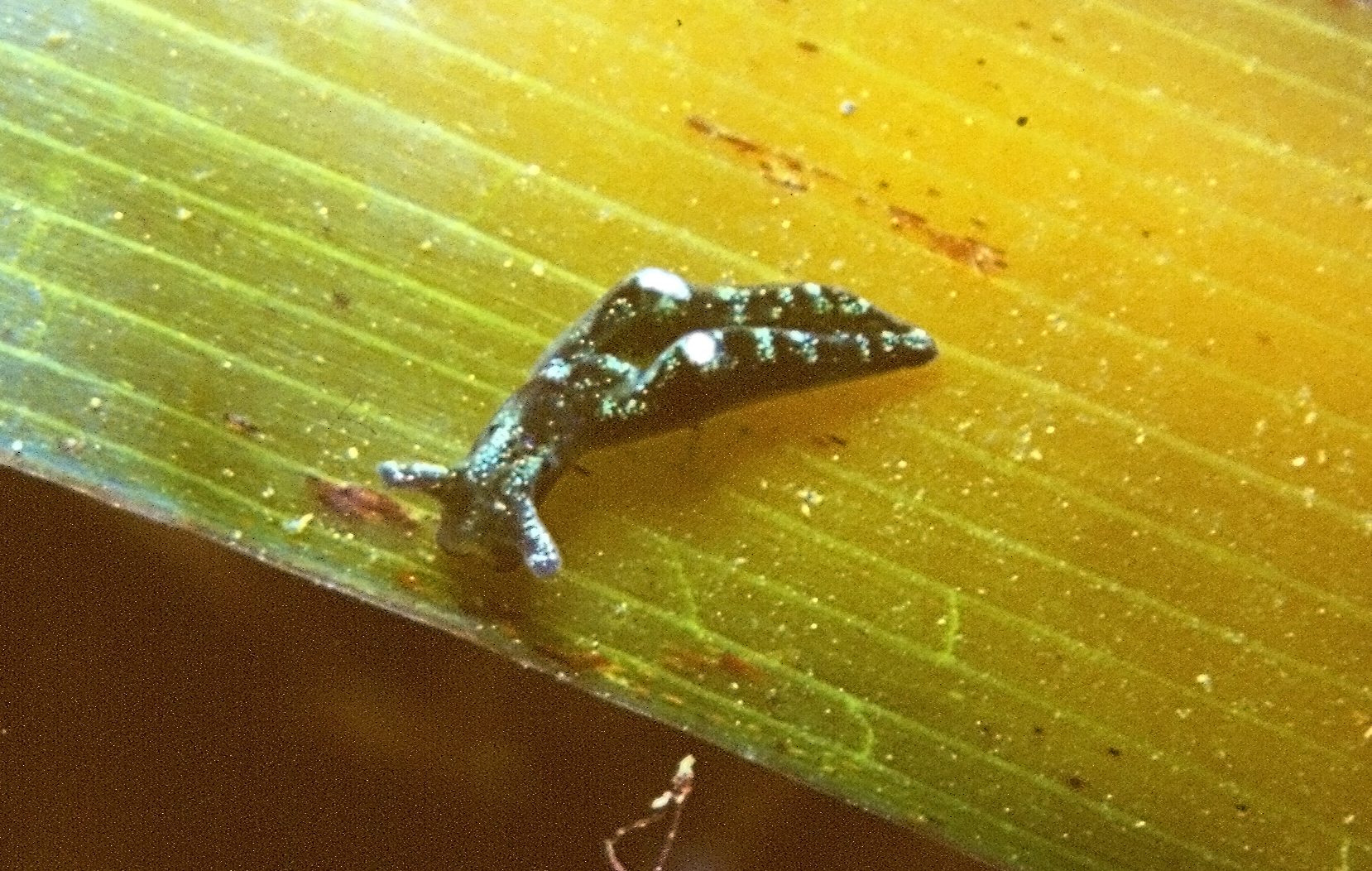
Une limace de mer Elysia gordanae sur une feuille de posidonie.
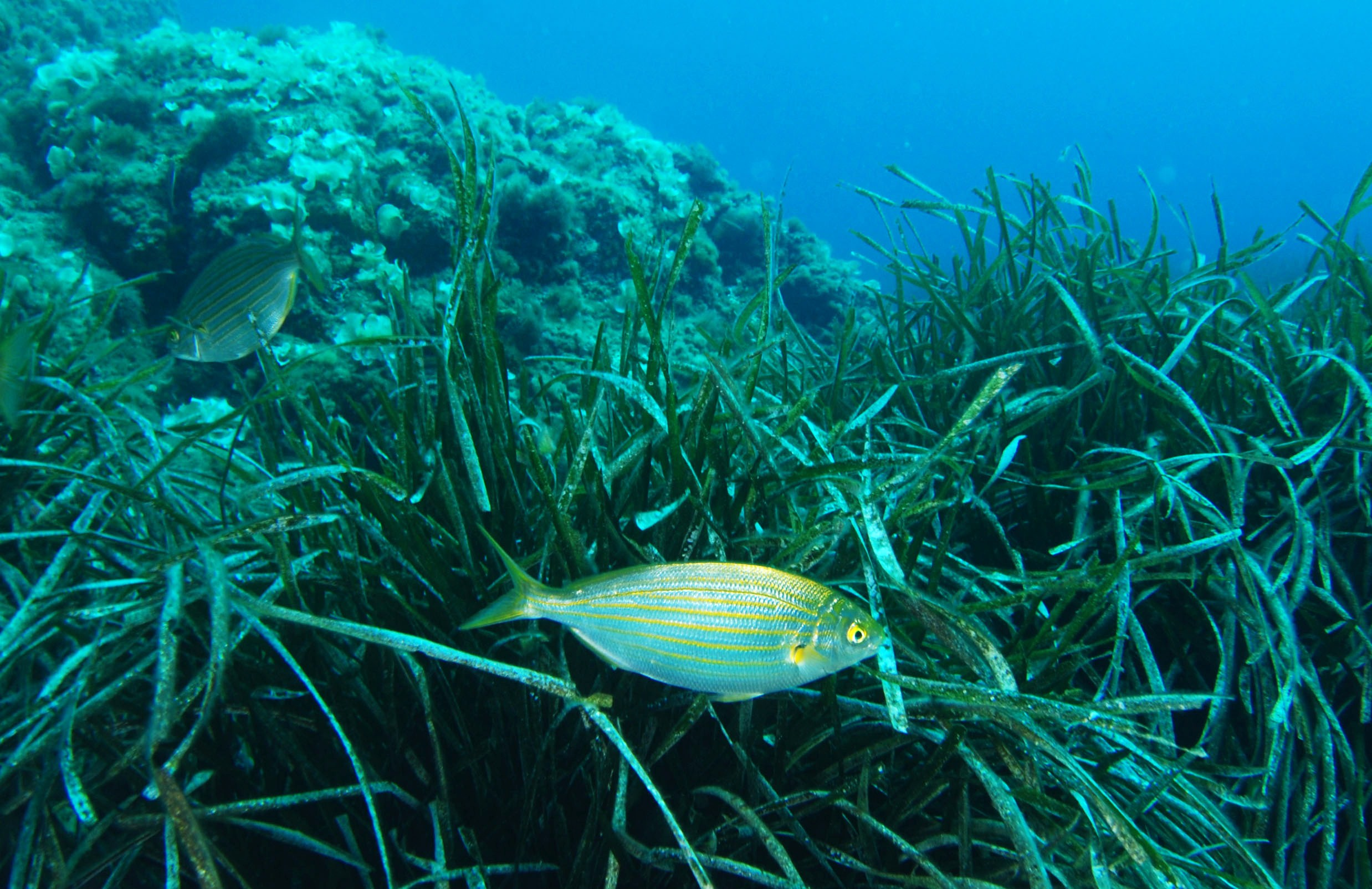
Deux saupes, poissons herbivores.
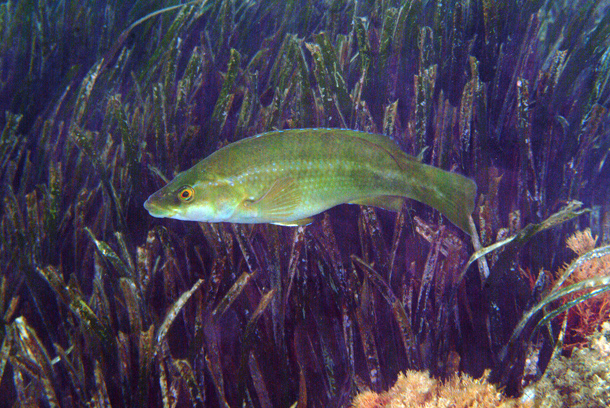
un labre merle inspectant un herbier à la recherche de proies.
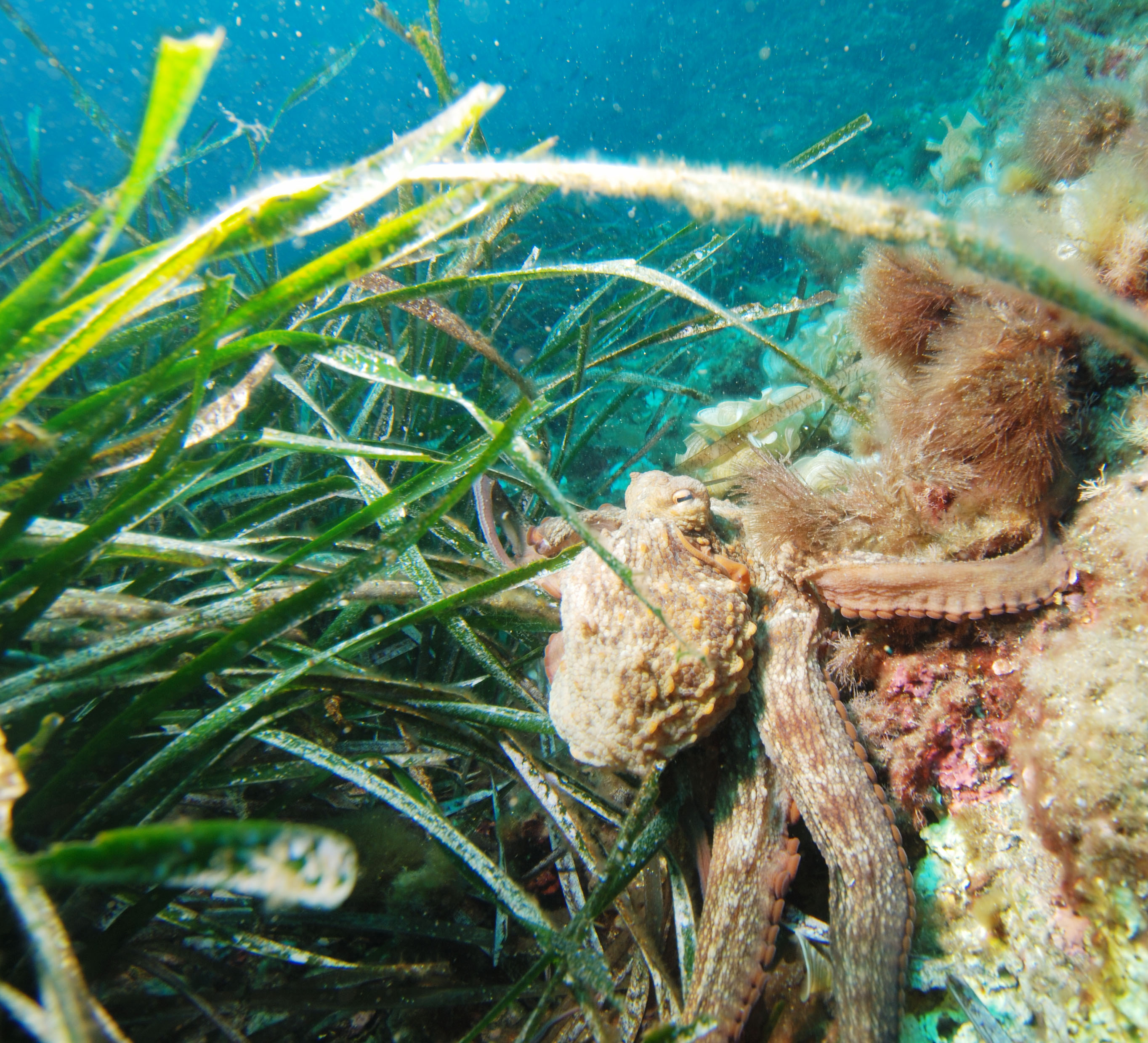
Un poulpe dans un herbier.

### Récif barrière
Lorsque les herbiers de posidonie se développent au fond de criques de très faible profondeur, les plantes affleurent la surface et peuvent créer un récif barrière, par analogie aux récifs coralliens, contribuant à la formation d'un biotope particulier.

### Laisses de mer

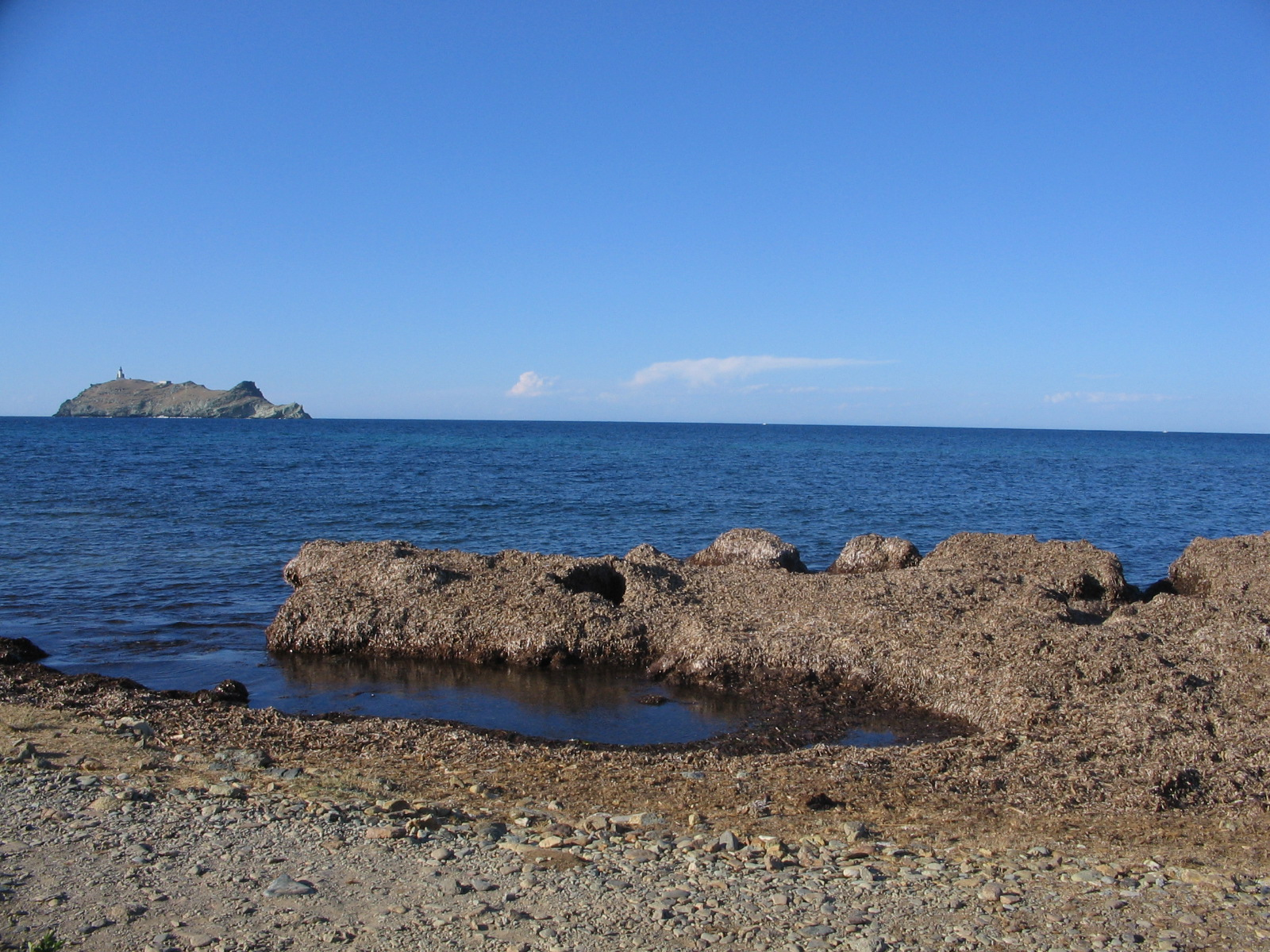
Banquette de posidonies sur une plage corse.

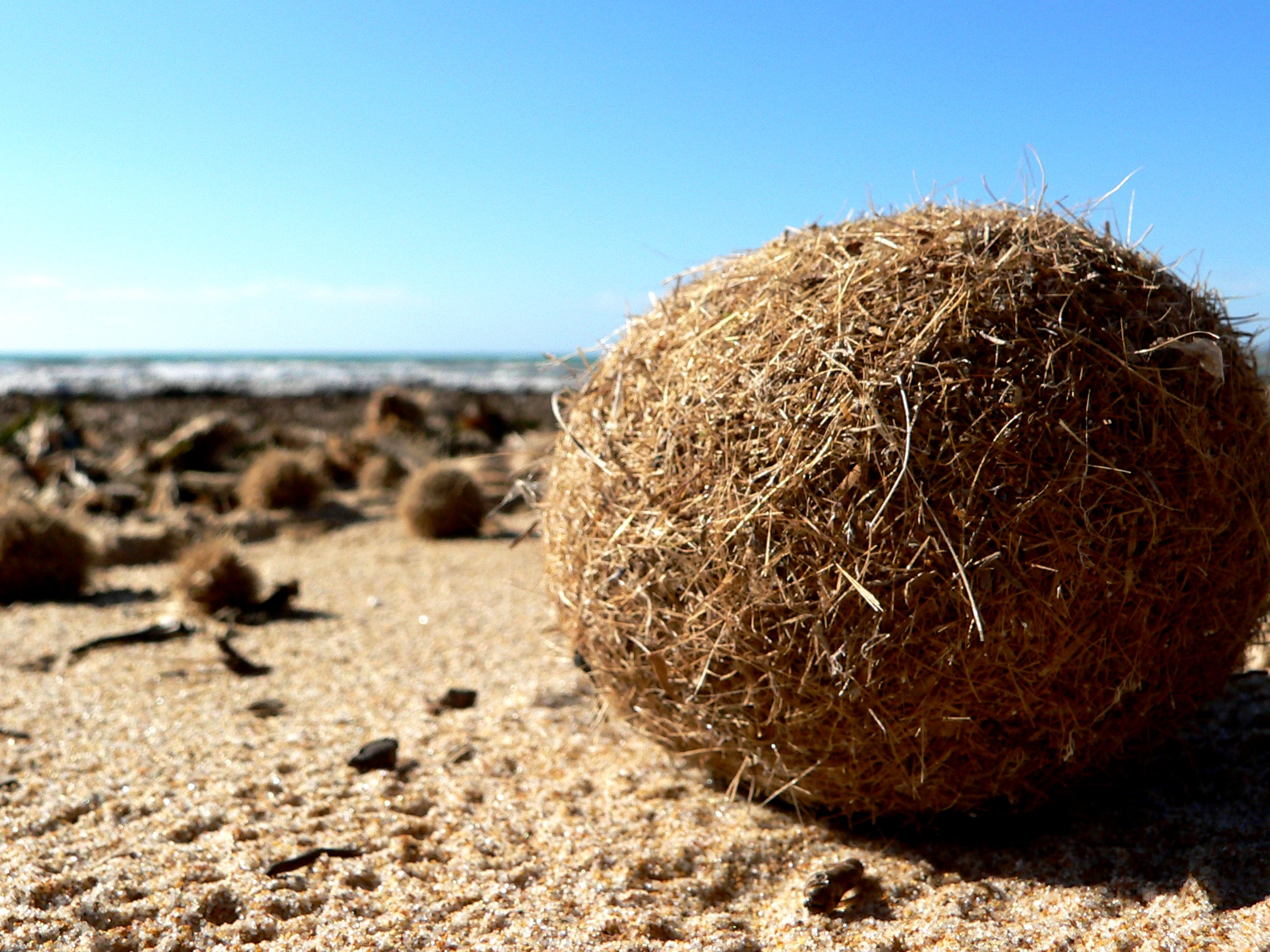
Aegagropile de posidonie

Les mouvements de la mer ont parfois tendance à lacérer les feuilles mortes et à les regrouper en boules de la taille d'une balle de ping-pong ou de tennis, nommées aegagropiles que l'on retrouve fréquemment sur les plages de la mer Méditerranée.
Les rhizomes morts et les feuilles arrachées de posidonies se décomposent très lentement. Cette nécromasse peut donc s'accumuler sur le littoral, au point parfois de recouvrir toute une plage, en y formant des « banquettes », qui constituent des écosystèmes saprophytes à part entière, qui nourrit un grand nombre d'espèce, et qui réduit l'impact des vagues, tout en participant à une exportation vers l'écosystème dunaire terrestre". 
"Le retrait des banquettes des plages peut avoir un impact négatif majeur sur les services écosystémiques de P. oceanica, y compris la préservation des plages".

### Protection du littoral
Les feuilles mortes de posidonies sont souvent ramenées sur les bords de plages, où elles s'entassent, formant parfois des tas compacts et imputrescibles (« laisses de mer »). Ces tas empêchent alors l'érosion du sable par les vagues. Néanmoins, comme ces plages, naturellement protégées, ne sont pas propices au développement du tourisme, les municipalités les font souvent retirer, exposant ainsi le littoral aux caprices de la mer.
La posidonie fait partie des cinq espèces protégées sur les côtes méditerranéennes françaises, tout comme l'oursin diadème, la grande nacre, le mérou brun et la cigale de mer.

### Projets de réintroduction
Selon F. Dubaul , le 15 novembre 2013, dans le cadre d'un projet de banque de graines et de « pépinière » de plantes à fleur marines, dit « Graines de mer », une réintroduction de posidonies a commencé avec la restauration expérimentale d'un petit herbier sur les fonds marins réimplanté face à la ville de La-Grande-Motte, commune ayant été retenue dans le cadre d'un appel à projets de restauration écologique en milieu marin. Le test a commencé avec la réimplantation de plantules de 15 cm (sur deux mètres carrés, puis 10) de posidonies (prélevées en Provence et en Corse) à une profondeur d'environ 6 - 8 m sur une zone située à 2 à 3 milles nautiques (3,7 km à 5,6 km) du trait de côte, sur des fonds sableux où l'espèce a disparu ou fortement régressé à cause de la pollution marine, de la concurrence d'espèces invasives et d'arrachages fréquents par les ancres ou engins de pêche (chaluts notamment).
En Ligurie (Italie), l’herbier a perdu de 10 à 30 % de sa surface par rapport au début du XXe siècle ; à Alicante (Espagne), plus de la moitié de l'herbier a disparu ; à Marseille, il n'en resterait qu'environ 10 % par rapport à sa surface en 1883).

### Longévité
Un herbier situé entre les îles de Formentera et d'Ibiza (Baléares) aurait l'âge de 80 000 ans ce qui en ferait l'organisme vivant le plus ancien jamais découvert.

### Taille
Un herbier de Posidonia australis découvert dans la baie Shark, au large de la côte ouest de l'Australie, s’étend sur plus de 180 kilomètres carrés (18 000 hectares), soit une surface plus de 400 fois supérieure à celle occupée par le pando. Ce super-organisme ne comporte que des clones et aurait environ 4 500 ans .

### Radiographie
- Mathieu Vidard, « Biodiversité marine : comment préserver l'herbier de posidonie ? », sur France Inter, 8 septembre 2021.